# دل هنوز بچه است
دل هنوز بچه است (به هندی: Dil Toh Baccha Hai Ji) فیلمی محصول سال ۲۰۱۱ و به کارگردانی مدهور بهاندرکار است. در این فیلم بازیگرانی همچون اجی دیوگن، عمران هاشمی، اومی وایدیا، شازن پودماسه، شروتی حسن، تیسکا چوپرا، ریتوپارنا سنگوپتا، ماکش تیواری، دیزی ایرانی، نها پندسه ایفای نقش کرده‌اند.